# IVL A.22 Hansa
Il velivolo IVL A.22 Hansa fu un idrovolante finlandese monoposto ad ala bassa, copia su licenza del tedesco Hansa-Brandenburg W.33 realizzato dalla Hansa-Brandenburg negli anni venti del XX secolo.

## Storia del progetto
L'Hansa-Brandenburg W.33 fu progettato da Ernst Heinkel nel 1916 ed entrò in servizio nel 1918. Vennero realizzati 26 esemplari ma di questi solo sei furono completati prima del crollo dell'impero tedesco. Il W.33 si dimostrò fin dall'inizio superiore al Friedrichshafen FF 33 sotto ogni aspetto tanto che i monoplani realizzati dalla Hansa-Brandenburg influenzeranno notevolmente lo sviluppo dei successivi idrovolanti tedeschi; infatti nel 1918 verranno realizzate diversi velivoli simili al W.33 tra cui il Friedrichshafen FF 63, il Dornier Cs-I, lo Junkers CLS.I e l'L.F.G. Roland ME 8. Dopo la guerra una versione del W.29 fu utilizzato dalla Danimarca, mentre inizialmente la Finlandia acquistò diversi W.33 e W.34 dalla Germania e successivamente, nel 1921, ottenne la licenza per la realizzazione in proprio degli W.33.
Il primo mezzo realizzato in proprio volò il 4 novembre 1922 e venne rinominato A.22. Questo velivolo fu il primo aereo di fabbricazione industriale e durante i quattro anni successivi vennero realizzati 120 aeromobili. Di fatto l'A.22 divenne il secondo aereo con più esemplari realizzati in Finlandia di tutti i tempi.
La Suomen ilmavoimat utilizzerà tale mezzo fino al 1936.

## Versioni
- Hansa-Brandenburg W.33 - Versione originale tedesca, 26 esemplari.
- IVL A.22 Hansa - Versione finlandese prodotta su licenza, 120 esemplari.

## Superstiti
Ad oggi esiste un solo esemplare di A.22 conservato al Suomen Ilmailumuseo (museo dell'aviazione finlandese).

## Utilizzatori
Finlandia
- Suomen ilmavoimat